# Tephritopyrgota breviterebra
Tephritopyrgota breviterebra är en tvåvingeart som beskrevs av Willi Hennig 1960. Tephritopyrgota breviterebra ingår i släktet Tephritopyrgota och familjen Pyrgotidae.
Artens utbredningsområde är Madagaskar. Inga underarter finns listade i Catalogue of Life.